# Callidula jucunda
Callidula jucunda là một loài bướm đêm thuộc họ Callidulidae. Nó là loài đặc hữu của Sundaland.